# 15918 Thereluzia
15918 Thereluzia è un asteroide della fascia principale. Scoperto nel 1997, presenta un'orbita caratterizzata da un semiasse maggiore pari a 2,2436665 UA e da un'eccentricità di 0,1620349, inclinata di 6,64321° rispetto all'eclittica.
L'asteroide è dedicato a Theresia Luzia Ehring, moglie dello scopritore.